# Ipomoea triloba
Ipomoea triloba är en vindeväxtart som beskrevs av Carl von Linné. Ipomoea triloba ingår i släktet praktvindor, och familjen vindeväxter. Inga underarter finns listade i Catalogue of Life.

## Bildgalleri

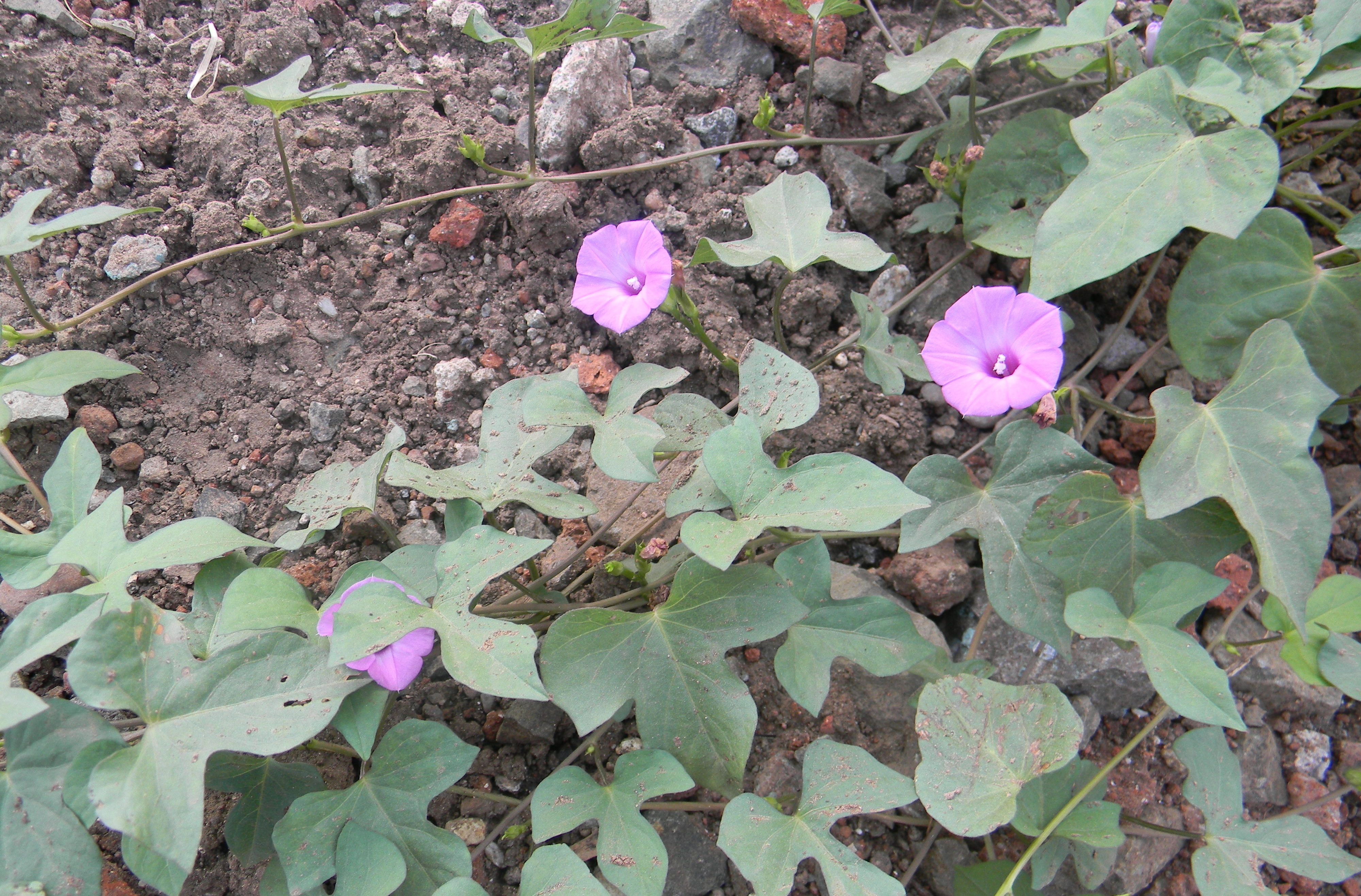
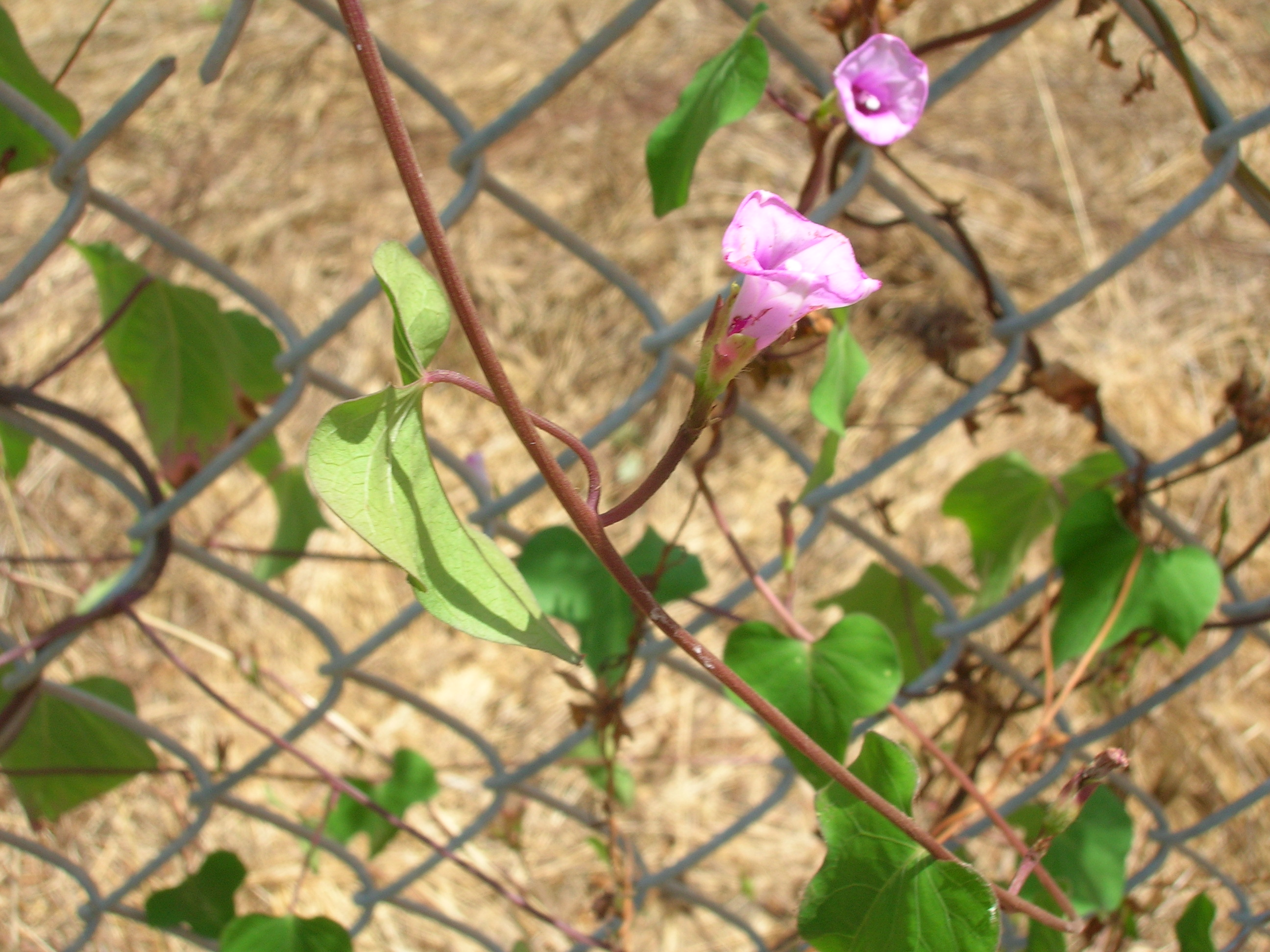